# Заруддя (Збаразька міська громада)

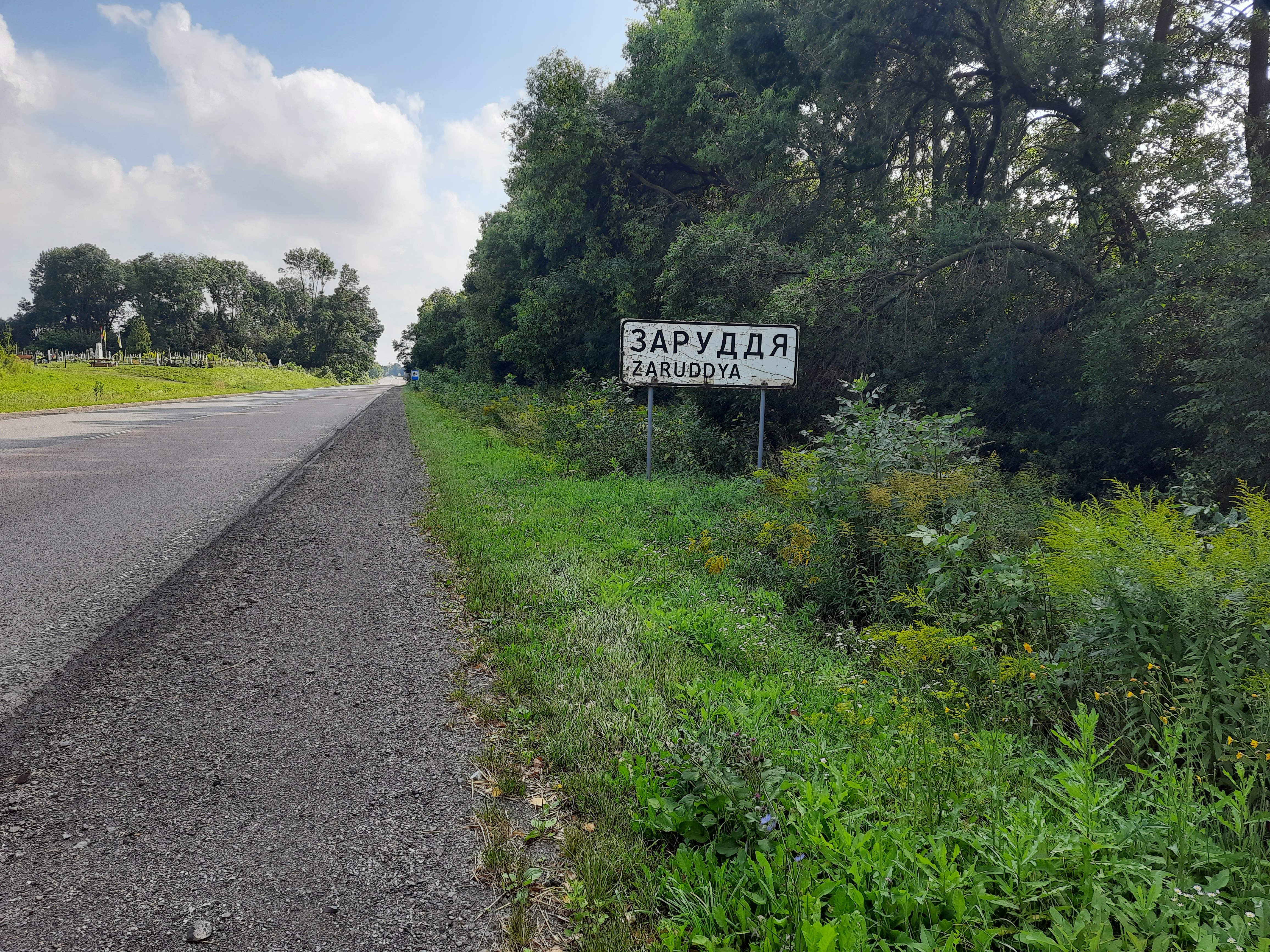
Дорожній знак при в'їзді в село

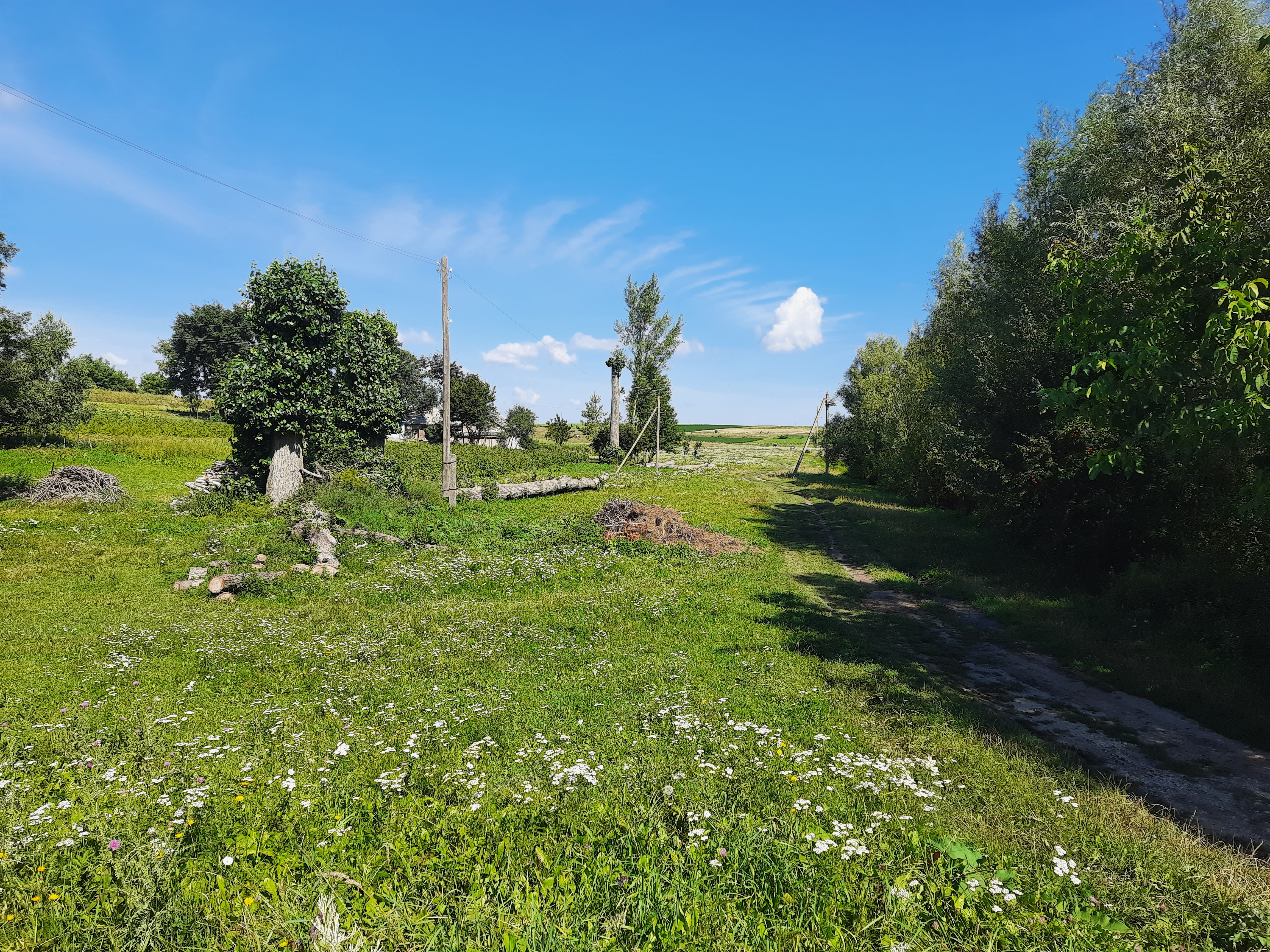
Сільський пейзаж

Зару́ддя —  село в Україні, у Збаразькій міській громаді Тернопільського району Тернопільської області. До 2020 центр сільської ради, якій були підпорядковані села Витківці та Олишківці. До села приєднано хутори Підліски і Шукайводи. 
Розташоване обабіч автошляху Тернопіль–Кременець, за 16 км від районного центру і 7 км від найближчої залізничної станції Карначівка. Через село проліг автошлях Брест–Тернопіль–Чернівці. Територія — 3,29 кв. км. Дворів — 196. Населення — понад 600 осіб (2024 р.).

## Історія
Перша письмова згадка — 1564 р.; заснували сини Олександра Михайловича Вишневецького. Назва, ймовірно, від місця розташування — за рудою (руда — заплава річки, поросла травою). 10 липня 1565 р. Єловицькі поскаржилися на князів Михайла, Максима та Олександра Вишневецьких, які заснували на їхніх землях 4 поселення, у тому числі с. Заруддя. 1571 р. поселення спалили татари.
Відомо, що 1583 р. Заруддя належало до Колодненського замку (нині — с. Колодне Збаразького району) К. Острозького. Неодноразово згадане у документах в 17 ст., зокрема у 1651 році. Наприкінці 19 ст. в селі — 96 будинків, 811 жителів. У 1911 р. проживало 607 осіб, функціонували волосне управління, однокласна школа та горілчана крамниця.
Протягом 1921—1933 рр. село — центр ґміни. Діяла філія «Просвіти» та інших товариств, а також кооператива і хор. 
1 жовтня 1933 року утворено ґміну Колодне Кременецького повіту і село включено до неї.
Під час німецько-радянської війни в Червоній армії загинули або пропали безвісти близько 49 уродженців Заруддя. В ОУН і УПА перебували, загинули, репресовані, симпатики — 38 осіб; у тому числі учасник антирадянського повстання в грудні 1939 р. у Збаражі Я. Казнодій.
У липні 1943 р. сотня УПА напала на німецький гарнізон, який базувався в селі й заволоділа зброєю. 14 червня 1947 р. вояки УПА роззброїли 17 «стрибків»; 27 листопада того ж року ліквідували начальника пожежної команди м. Кременця і голову правління місцевого колгоспу.
12 червня 2020 року, відповідно до Розпорядження Кабінету Міністрів України від  № 724-р «Про визначення адміністративних центрів та затвердження територій територіальних громад Тернопільської області», село увійшло до складу Збаразької міської громади.
19 липня 2020 року, в результаті адміністративно-територіальної реформи та ліквідації Збаразького району, село увійшло до складу новоутвореного Тернопільського району.

## Пам'ятки

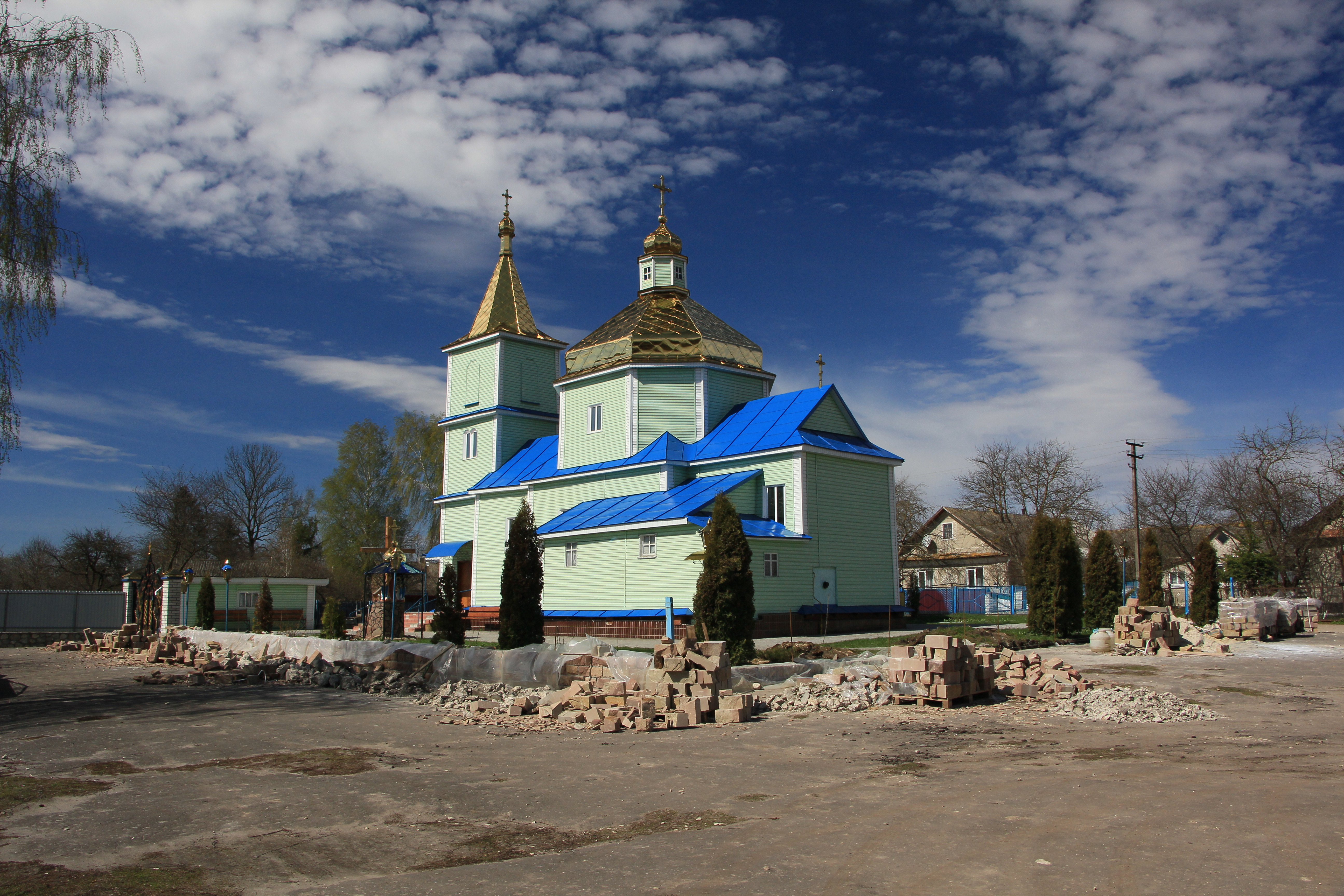
Дерев'яна церква

Є церква Різдва Пресвятої Богородиці (1874 р.; дерев'яна, збудована на місці старої кінця 16 ст.; 2007—2009 рр. реставрована, розписав В. Федак), каплиця Покрови Пресвятої Богородиці (2013 р.). Споруджено пам'ятник полеглим у німецько-радянській війні воїнам-односельцям (1967 р.); встановлено пам'ятний хрест, споруджений пам'ятник Небесній сотні (2014 р.).

## Соціальна сфера
У селі діють загальноосвітня школа І-ІІІ ступенів, амбулаторія загальної практики та сімейної медицини, геріатричне відділення, відділення зв'язку, млин, 5 крамниць; земельні паї орендують ПАП «Добрий самарянин», ПМП «Імпульс» і ТОВ «Олишківецьке». Не діють уже бібліотека, клуб, аптека, дитячий садочок.

## Населення

### Мовні особливості
Село розташоване на території наддністрянського (опільського) говору. До «Наддністрянського реґіонального словника» внесено такі слова та фразеологізми, вживані у Зарудді: груба («кімнатна грубка»), ґаблі («сапа»),санина («полоз у санях»), стріха («горище над хатою»), люхта («челюст (печі)»).

### Мова
Розподіл населення за рідною мовою за даними перепису 2001 року:
| Мова            | Кількість | Відсоток |
| --------------- | --------- | -------- |
| українська      | 746       | 97.26%   |
| російська       | 19        | 2.48%    |
| білоруська      | 1         | 0.13%    |
| інші/не вказали | 1         | 0.14%    |
| Усього          | 767       | 100%     |

## Відомі люди

### Народилися
- Іван Горбатий — поет, журналіст.
- Сергій Долгіх (1980—2014) — військовослужбовець 128-ї гірсько-піхотної бригади, учасник АТО[5][6].
- Михайло Пінчак — поет, журналіст
- Роман Стецюк (1998—2022) — український футболіст, військовик, учасник російсько-української війни[7].